# 蒂爾冰原島峰
74°50′S 162°33′E / 74.833°S 162.550°E
蒂爾冰原島峰（英語：Teall Nunatak），是南極洲的冰原島峰，位於維多利亞地的斯科特海岸，處於漢森冰原島峰東南面6公里，由英國探險隊發現，現時由南極條約體系管理。